# Uriellopteromalus aeneus
Uriellopteromalus aeneus är en stekelart som beskrevs av Boucek 1988. Uriellopteromalus aeneus ingår i släktet Uriellopteromalus och familjen puppglanssteklar. Inga underarter finns listade i Catalogue of Life.